# Званівська сільська територіальна громада
Званівська сільська об'єднана територіальна громада — об'єднана територіальна громада в Україні, в Бахмутському районі Донецької області. Адміністративний центр — село Званівка.
Площа громади — 115,73 км², населення — 2536 мешканців (2018).
Утворена 3 квітня 2017 року шляхом об'єднання Верхньокам'янської та Званівської сільських рад Бахмутського району.

## Населені пункти
До складу громади входять 6 сіл: Верхньокам'янське, Званівка, Івано-Дар'ївка, Кузьминівка, Новоселівка та Переїзне.